# 迭溪海子
迭溪海子是一个位于中国四川省茂汶县（茂县）的湖泊，面积约为3.4平方千米，平均水深约为4.5—5.5米，蓄水量约为7300万立方米。